# Alpha Pictoris
Alpha Pictoris is een type A hoofdreeksster in het sterrenbeeld Schilder. De ster heeft een magnitude van 3,27 en is vanuit de Benelux niet te zien.